# Altona International 2011
Die Altona International 2011 im Badminton fanden vom 10. bis zum 12. Juni 2011 in Altona North statt. 

## Medaillengewinner
| Disziplin    | Gold                      | Silber                                     | Bronze                            |
| ------------ | ------------------------- | ------------------------------------------ | --------------------------------- |
| Herreneinzel | Krishnan Yogendran        | Michael Fowke                              | Jeff Tho                          |
| Herreneinzel | Krishnan Yogendran        | Michael Fowke                              | Oon Hoe Keat                      |
| Dameneinzel  | Karyn Velez               | Victoria Na                                | Vinning Mak                       |
| Dameneinzel  | Karyn Velez               | Victoria Na                                | Fabiana Silva                     |
| Herrendoppel | Ross Smith Glenn Warfe    | Kevin Dennerly-Minturn Oliver Leydon-Davis | Krishnan Yogendran Ong Beng Teong |
| Herrendoppel | Ross Smith Glenn Warfe    | Kevin Dennerly-Minturn Oliver Leydon-Davis | Michael Fariman Tran Hoang Pham   |
| Damendoppel  | Leanne Choo Renuga Veeran | Amanda Brown Stephanie Cheng               | Vinning Mak Natasha Sharp         |
| Damendoppel  | Leanne Choo Renuga Veeran | Amanda Brown Stephanie Cheng               | Jacqeline Guan Gronya Somerville  |
| Mixed        | Glenn Warfe Leanne Choo   | Kevin Dennerly-Minturn Stephanie Cheng     | Oon Hoe Keat Vinning Mak          |
| Mixed        | Glenn Warfe Leanne Choo   | Kevin Dennerly-Minturn Stephanie Cheng     | Oliver Leydon-Davis Amanda Brown  |